# 1911
- Wikisource

| Calendário gregoriano                                                        | 1911 MCMXI                          |
| Ab urbe condita                                                              | 2664                                |
| Calendário arménio                                                           | 1360 – 1361                         |
| Calendário bahá'í                                                            | 67 – 68                             |
| Calendário budista                                                           | 2455                                |
| Calendário chinês                                                            | 4607 – 4608 Início a 30 de janeiro  |
| Calendário copta                                                             | 1627 – 1628                         |
| Calendário etíope                                                            | 1903 – 1904                         |
| Calendários hindus - Vikram Samvat - Calendário nacional indiano - Cáli Iuga | 1966 – 1967 1832 – 1833 5011 – 5012 |
| Calendário Holoceno                                                          | 11911                               |
| Calendário islâmico                                                          | 1329 – 1330                         |
| Calendário judaico                                                           | 5671 – 5672 Início a 23 de setembro |
| Calendário persa                                                             | 1289 – 1290 Início a 22 de março    |
| Calendário rúnico                                                            | 2161                                |
| Calendário solar tailandês                                                   | 2454                                |

1911 (MCMXI, na numeração romana) foi um ano comum do século XX do Calendário Gregoriano, da Era de Cristo, e a sua letra dominical foi A, tendo 52 semanas, com início e término a um domingo.
| Ano completo                    |
| ------------------------------- |
| Ano comum com início ao domingo |

## Eventos

### Março
- março - Erupção submarina na Fractura de Mónaco, foi detectada uma erupção a cerca de 200–300 m de profundidade a SSW da ilha de São Miguel, na mesma latitude da erupção de 1907. Terá durado apenas algumas horas.

### Maio
- 25 de maio - Revolução Mexicana: O Presidente Mexicano Porfirio Díaz e seu Vice-Presidente Ramón Corral são depostos e exilados na França encerrando assim 35 anos de Ditadura no México, mas com sua Queda o México cairia em uma Crise Política que duraria até 1920 quando Adolfo de la Huerta assumiu a Presidência do México.
- 31 de Maio - O famoso transatlântico britânico RMS Titanic é lançado ao mar no estaleiro Harland And Wolff, em Belfast, Irlanda do Norte.

### Junho
- 14 de junho - O RMS Olympic, navio-irmão do Titanic, zarpa do porto de Southampton, Inglaterra, chegando quase seis dias depois em Nova York, Estados Unidos no dia 21 de junho. Diferente de seus irmãos teria uma carreira de 24 anos no serviço do Atlântico Norte, ganhando o apelido de "Velho Confiável ".
- 16 de junho - A Assembleia Constituinte Portuguesa declara oficialmente a República de Portugal.
- 18 de junho - Introdução da Igreja Assembleia de Deus no Brasil, pelos missionários suecos Daniel Berg e Gunnar Vingren.
- 26 de junho - Naufrágio junto ao varadouro do Porto das Cinco Ribeiras o vapor de pesca "União" de 227 toneladas. É ainda é possível (em 2011)  ver a sua caldeira e restos da sua estrutura.

### Setembro
- 12 de Setembro - Theatro Municipal de São Paulo, é inaugurado.
- 20 de Setembro - RMS Olympic colide com o HMS Hawke, perto da Ilha de Wright, não houve mortes, mas ambos os navios sofreram grandes danos em seu casco, o Olympic teve de ser levado de volta a Belfast para levar reparos, o que paralisou por um tempo a equipagem do Titanic.
- 26 de setembro - fundação do município amazonense de Carauari.

### Outubro
- 10 de Outubro - A Revolta de Wuchang marca o começo da Revolução Xinhai na Dinastia Qing.
- 4 de Outubro - Pacto dos Coronéis no sul do Ceará.

### Novembro
- 3 de novembro - A empresa Chevrolet é fundada pelo Louis Chevrolet.

### Dezembro
- 14 de dezembro - O norueguês Roald Amundsen foi o primeiro homem a atingir o Polo Sul, um mês antes de Robert Falcon Scott.
- 19 de Dezembro - Política das Salvações: Dantas Barreto toma posse do Governo de Pernambuco após instabilidade política e social pós-eleições estaduais.[1]
- 29 de dezembro - o chinês Sun Yat-sen é Eleito indiretamente pela Assembleia Nacional da China, para assumir o cargo de Presidente da República da China.

## Nascimentos

### Janeiro - Março
- 6 de fevereiro - Ronald Reagan, ator de cinema, presidente dos Estados Unidos de 1981 a 1989 (m. 2004).
- 16 de março - Josef Mengele, médico alemão que atuou no regime nazista (m. 1979).
- 20 de março - Alfonso García Robles, diplomata mexicano, vencedor do Nobel da Paz 1982 (m. 1991).
- 21 de março - Gustavo Díaz Ordaz Bolaños, presidente do México de 1964 a 1970 (m. 1979).

### Abril - Junho
- 9 de abril - Júlio Rocha Xavier, político paranaense (m. 1994).
- 27 de maio - Hubert Humphrey, 38º vice-presidente dos Estados Unidos (m. 1978).
- 16 de Junho - Paulo Gracindo, ator brasileiro (m. 1995).

### Julho - Setembro
- 5 de julho - Georges Pompidou, foi primeiro-ministro da França de 1962 a 1968 e presidente da França de 1969 a 1974  (m. 1974)
- 21 de agosto - Golbery de Couto e Silva, general e geopolítico brasileiro (m. 1987).
- 7 de setembro - Todor Jivkov, Secretário-Geral do Partido Comunista Búlgaro de 1954 a 1989 e Líder do Conselho de Estado da Bulgária de 1971 a 1989 (m. 1998)
- 24 de setembro - Konstantin Chernenko, líder soviético (m. 1985).

## Mortes
- 5 de Julho - D. Maria Pia de Saboia, Rainha de Portugal (n.1847).
- 15 de Agosto - José Gonçalves da Silva, primeiro governador constitucional da Bahia, na República, único deposto pelo povo. (n. 1838).

## Prémio Nobel
- Física - Wilhelm Wien.
- Literatura - Maurice Maeterlinck.
- Química - Marie Sklodowska-Curie.
- Fisiologia ou Medicina - Allvar Gullstrand.
- Paz - Tobias Michael Carel Asser Alfred Hermann Fried.

## Epacta e idade da Lua
| Epacta gregoriana | *       |
| Idade da Lua      | Letra P |

## Por tema
- 1911 na arte
- 1911 no Brasil
- 1911 na ciência
- 1911 no cinema
- 1911 no desporto
- 1911 no jornalismo
- 1911 na literatura
- 1911 na música
- 1911 na política
- 1911 no teatro
- 1911 na televisão